# ديرة (ألبوم)
ديرة هو أول ألبوم استوديو لمغني الراب الفلسطيني سانت ليفانت، وقد صدر عن طريق شركتي SALXCO و Universal Arabic Music (UAM) في 7 يونيو 2024. يضم الألبوم مشاركات ضيوف من فنانين فلسطينيين وعالميين آخرين، وهم: إم سي عبدول ، كحلاني ، شاب بلال، و TIF (مغني راب) [tif (rappeur)]، وفرقة Sol Band، بالإضافة إلى غناء مساند إضافي من زين ونايكا.
يقدم الألبوم تحية للخلفية الثقافية المتنوعة لبلاد الشام، ويمزج بين الموسيقى المعاصرة والأنماط التقليدية بالإضافة إلى مزج كلمات الأغاني باللغات الإنجليزية والفرنسية والعربية. موضوعيًا، يدور الفيلم حول حق العودة الفلسطيني والشوق لتحرير البلاد ، وقد وُصف بأنه "تحية" أو "قصيدة لفلسطين".  الأغنية الرئيسية والأغنية المنفردة "ديرة"، والتي تم أداؤها على طراز الموسيقى الشعبية في الجزائر ، مخصصة لفندق سانت ليفانت المملوك لعائلة في غزة ، والذي دمر في قصف إسرائيلي في يناير 2024 أثناء حرب إسرائيل على غزة .   تتضمن الأغنية الافتتاحية "على هذه الأرض"، والتي تم أداؤها مع فرقة سول باند الغزية، أجزاء من الأغنية الوطنية الفلسطينية والنشيد غير الرسمي " موطني "، وتستكشف موضوع الاستشهاد ؛ يشير عنوانها إلى قصيدة للشاعر محمود درويش . 
سبق إصدار الألبوم ثلاثة أغانٍ منفردة صدرت في فبراير وأبريل ومايو 2024 على التوالي، وتلاه جولة فنية في أوروبا وأمريكا الشمالية أقيمت بين 22 سبتمبر و15 ديسمبر 2024. 

## قائمة الأغاني

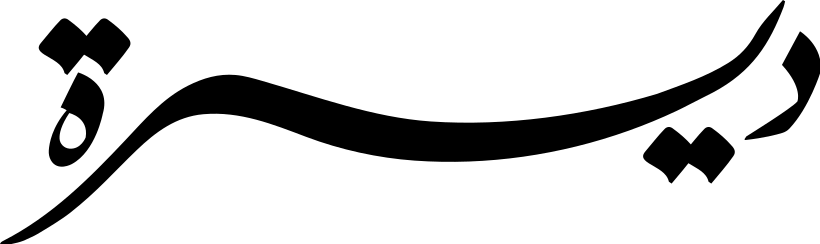
شعار ترويجي للألبوم

| #  | عنوان                               | المدة |
| -- | ----------------------------------- | ----- |
| 1. | "على هذه الأرض" (يضم فرقة سول)      | 2:14  |
| 2. | "اغفر لي" (يضم TIF)                 | 2:51  |
| 3. | "جالبي"                             | 2:23  |
| 4. | "الساعة الخامسة صباحًا في باريس"     | 2:09  |
| 5. | "اسمح لها أن تذهب" (يضم الشاب بلال) | 2:39  |
| 6. | "الله يحميكي" (يضم كهلاني)          | 2:43  |
| 7. | "هكذا هو الجميل"                    | 2:27  |
| 8. | "Deira" (يضم MC عبدول)              | 2:49  |

## المخططات البيانية
| الرسم البياني (2024) | قمة موضع |
| -------------------- | -------- |